# Provincia della Slesia
La provincia della Slesia (in tedesco: Provinz Schlesien; in polacco: Prowincja Śląsk; in slesiano: Prowincyjo Ślůnsko) fu una provincia del Regno di Prussia dal 1815 al 1919.

## Geografia
Il territorio comprendeva il nucleo delle ex terra della Corona della Slesia e della Contea di Kladsko, che il re Federico il Grande aveva conquistato dalla Monarchia asburgica austriaca nel XVIII secolo durante la Prima guerra di Slesia, oltre alla parte nordorientale dell'Alta Lusazia, ceduta dal Regno di Sassonia secondo quanto stabilito dal Congresso di Vienna nel 1816.
La capitale provinciale era Breslavia, oggi in Polonia. Durante la Repubblica di Weimar, nel 1919, la Slesia fu divisa nelle due province separate dell'Alta Slesia e della Bassa Slesia. Le due province furono per un breve periodo riunite in un'unica entità nel periodo 1938-1941.

## Storia
Nel dicembre 1740 re Federico il Grande di Prussia invase la Slesia, dando inizio alla guerra di successione austriaca (1740-1748). Alla fine del conflitto, il Regno di Prussia aveva conquistato quasi tutte le terre della corona asburgica, e secondo i trattati di pace del 1742 (Trattato di Breslavia e Trattato di Berlino), solo alcune piccole parti nell'estremo sud-est, come il Ducato di Teschen e le parti meridionali di Troppau e di Nysa rimasero possedimento della monarchia asburgica con il nome di Slesia austriaca.
La guerra dei sette anni (1756-1763) confermò il controllo prussiano su gran parte della Slesia, e a causa della sua popolazione in predominanza protestante, la Slesia divenne uno dei territori più leali della Prussia. Quanto i territori prussiani furono riorganizzati nel 1815 a seguito delle guerre napoleoniche, fu creata la Provincia della Slesia comprendente i territori acquisiti dalla Prussia durante le guerre slesiane, oltre alle terre dell'Alta Lusazia intorno a Görlitz e Lauban, che erano state parte del Regno di Sassonia.
In quanto provincia prussiana, la Slesia divenne parte dell'Impero tedesco durante il processo di unificazione della Germania nel 1871. L'Alta Slesia fu soggetta ad una forte industrializzazione e fu meta di molte migrazioni. Secondo il censimento del 1905, tre quarti degli abitanti erano tedeschi, mentre il nucleo della popolazione ad est del fiume Oder era polacco.

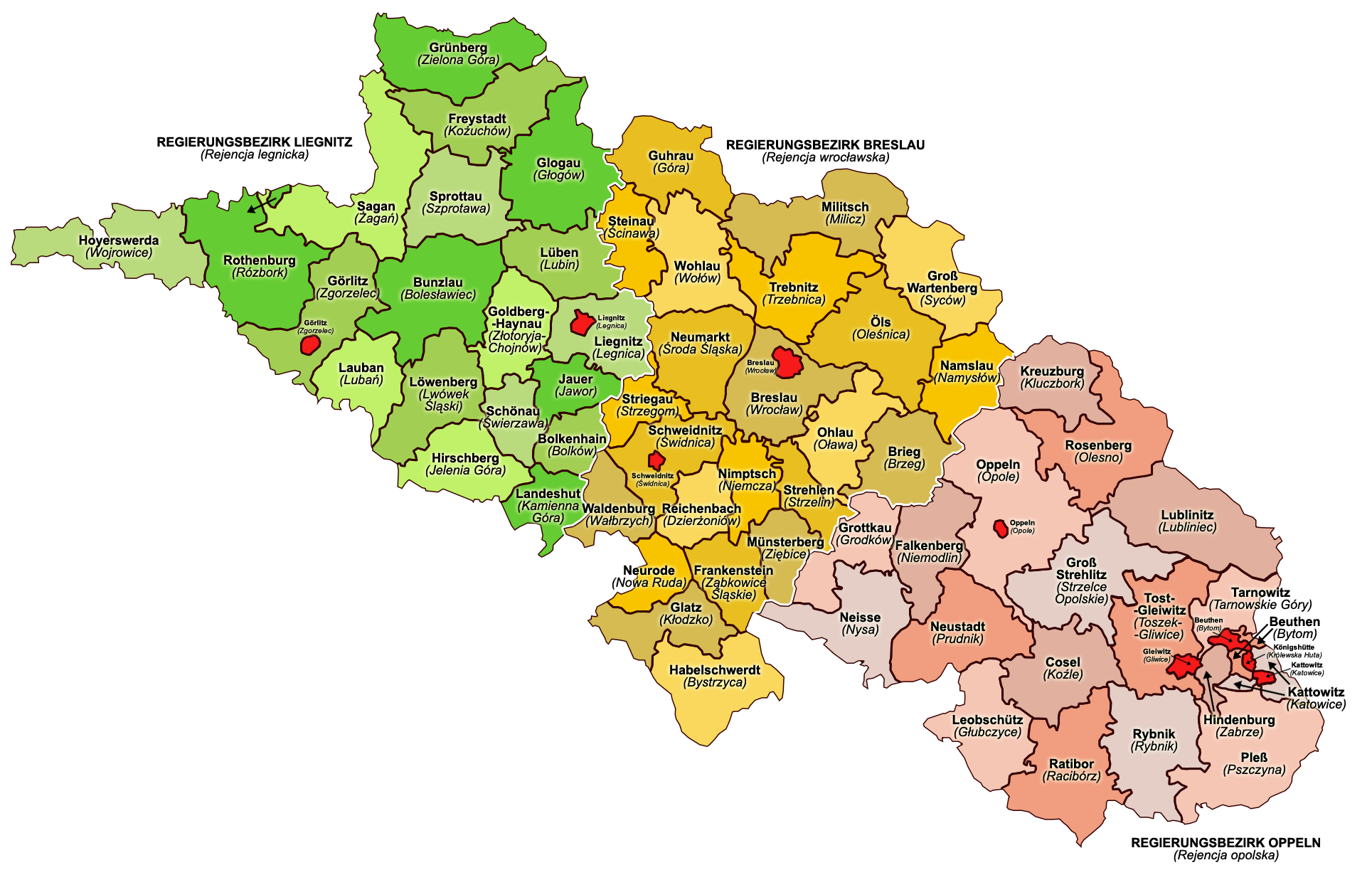
Mappa amministrativa, 1905

Dopo la prima guerra mondiale la parte che rimase all'interno della Repubblica di Weimar fu riorganizzata nelle due province della Bassa Slesia (Niederschlesien) e dell'Alta Slesia (Oberschlesien, l'ex Regierungsbezirk Oppeln) nel 1919. Dopo tre rivolte e il plebiscito del 1921, la parte orientale dell'Alta Slesia intorno alla città di Kattowitz fu trasferita alla Seconda Repubblica di Polonia e incorporata nel Voivodato della Slesia nel 1922. Già nel 1920 la Hultschiner Ländchen fu ceduta allo stato della Cecoslovacchia secondo il Trattato di Versailles.

### La ricostituzione
Dal 1938 al 1941 le provincia dell'Alta Slesia e della Bassa Slesia furono di nuovo riunite in una singola provincia con il governatore Josef Wagner. Dopo l'invasione della Polonia da parte della Germania nazista nel 1939, la Provincia della Slesia venne estesa per comprendere una parte dell'ex Polonia. Nel 1941 la provincia fu ri-suddivisa nelle province di Alta e Bassa Slesia.
Con l'implementazione della Linea Oder-Neisse e gli Accordi di Potsdam, gran parte della Provincia prussiana della Slesia fa oggi parte della Polonia, amministrativamente nei Voivodati di Lubusz, della Bassa Slesia, di Opole e della Slesia. La popolazione di lingua tedesca fu espulsa dopo la seconda guerra mondiale. Una piccola parte ad ovest dell'ex Provincia della Slesia sorge tra gli attuali Lander della Sassonia e del Brandeburgo

## Amministrazione
| Regierungsbezirk Breslau - Circondari urbani (Stadtkreise) 1. Breslau 2. Brieg (dal 1907) 3. Schweidnitz - Circondari rurali (Landkreise) 1. Breslau 2. Brieg 3. Frankenstein 4. Glatz (ex Contea di Kladsko) 5. Groß Wartenberg 6. Guhrau 7. Habelschwerdt (ex Contea di Kladsko) 8. Militsch 9. Münsterberg 10. Namslau 11. Neumarkt 12. Neurode (ex Contea di Kladsko) 13. Nimptsch 14. Oels 15. Ohlau 16. Reichenbach 17. Schweidnitz 18. Steinau 19. Strehlen 20. Striegau 21. Trebnitz 22. Waldenburg 23. Wohlau | Regierungsbezirk Liegnitz - Circondari urbani (Stadtkreise) 1. Görlitz 2. Liegnitz - Circondari rurali (Landkreise) 1. Bolkenhain 2. Bunzlau 3. Freystadt 4. Glogau 5. Goldberg 6. Görlitz (ex Alta Lusazia sassone) 7. Grünberg 8. Hirschberg 9. Hoyerswerda (ex Alta Lusazia sassone) 10. Jauer 11. Landeshut 12. Lauban (ex Alta Lusazia sassone) 13. Liegnitz 14. Löwenberg 15. Lüben 16. Rothenburg (ex Alta Lusazia sassone) 17. Sagan 18. Schönau 19. Sprottau | Regierungsbezirk Oppeln - Circondari urbani (Stadtkreise) 1. Beuthen 2. Gleiwitz 3. Kattowitz 4. Königshütte 5. Oppeln 6. Ratibor (dal 1904) - Circondari rurali (Landkreise) 1. Beuthen 2. Cosel 3. Falkenberg 4. Groß Strehlitz 5. Grottkau 6. Zabrze (dal 1915: Hindenburg) 7. Kattowitz 8. Kreuzburg 9. Leobschütz 10. Lublinitz 11. Neiße 12. Neustadt 13. Oppeln 14. Pleß 15. Ratibor 16. Rosenberg 17. Rybnik 18. Tarnowitz 19. Tost–Gleiwitz |